# Verdel (Nebraska)
Verdel és una població dels Estats Units a l'estat de Nebraska. Segons el cens del 2000 tenia 58 habitants.

## Demografia
Segons el cens del 2000, Verdel tenia 58 habitants, 32 habitatges, i 15 famílies. La densitat de població era de 131,7 habitants per km².
Dels 32 habitatges en un 21,9% hi vivien nens de menys de 18 anys, en un 40,6% hi vivien parelles casades, en un 6,3% dones solteres, i en un 53,1% no eren unitats familiars. En el 53,1% dels habitatges hi vivien persones soles el 25% de les quals corresponia a persones de 65 anys o més que vivien soles. El nombre mitjà de persones vivint en cada habitatge era d'1,81 i el nombre mitjà de persones que vivien en cada família era de 2,67.
Per edats la població es repartia de la següent manera: un 17,2% tenia menys de 18 anys, un 5,2% entre 18 i 24, un 17,2% entre 25 i 44, un 36,2% de 45 a 60 i un 24,1% 65 anys o més.
L'edat mediana era de 52 anys. Per cada 100 dones de 18 o més anys hi havia 100 homes.
La renda mediana per habitatge era de 15.833 $ i la renda mediana per família de 26.875 $. Els homes tenien una renda mediana de 3.750 $ mentre que les dones 17.500 $. La renda per capita de la població era de 18.774 $. Aproximadament el 28,6% de les famílies i el 23,4% de la població estaven per davall del llindar de pobresa.

## Poblacions més properes
El següent diagrama mostra les poblacions més properes.